# Carme Roget i Pumarola
Carme Roget i Pumarola (Figueres, 1903 - 2002) va ser una pintora catalana.
Filla única, va créixer en un ambient familiar que valorava la música, la fotografia i la literatura. El seu pare, Narcís Roget Oliveras, juntament amb la seva dona, Carme Pumarola Pont de Carrera, van obrir el cafè Empòrium. A l'establiment hi acudien artistes i intel·lectuals, hi tenien una gramola i feien audicions de sarsuela i òpera. Narcís Roget era republicà, federalista i va ser regidor el 1909 i tinent d'alcalde. Va aprendre fotografia de manera autodidacte i gràcies a això es conserva una fotografia de Carme Roget pintant amb 17 anys.
Va estudiar a les Franceses on va anar a classes de dibuix amb Juan Núñez des d'almenys el 1914. Entre els seus companys hi havia Adela Riera i Carré, Maria Batlle March o Salvador Dalí, amb qui va tenir la primera relació amorosa de joventut. Salvador Dalí almenys va dibuixar una vegada i pintar dues vegades a Carme Roget. També li va adreçar diverses cartes. Van deixar de veure's i no es van tractar més, tot i que a la dècada del 1980 Dalí va intentar posar's-hi en contacte sense èxit.
Va deixar de pintar el 1928 quan es va casar amb Joaquim Prats Palé, fundador de la Unió Esportiva Figueres i propietari d'un negoci al qual Carme Roget va fer els números. Tenien una casa a La Vajol, on estaven durant el saqueig i bombardeig de la seva casa de Figueres.